# ملعب سيد محمد شيخ
ملعب سيد محمد شيخ هو ملعب متعدد الاستخدام يقع في موروني عاصمة جزر القمر . غالبا ما يتم استخدامه لمباريات كرة القدم . تم افتتاح في 2007 كجزء من خطة الاتحاد الدولي لكرة القدم لتطوير المنشئات في القارة الأفريقية . تعود تسميته إلى رئيس الوزراء السابق الذي حكم من 1962 إلى وفاته في 1970 . قرر اتحاد جزر القمر لكرة القدم استبدال هذا الملعب بملعب دي بومير ليكون الملعب الرسمي الذي يلعب عليه منتخب جزر القمر . لقد كان أول ملعب يستضيف مباراة في دوري أبطال أفريقيا لكرة القدم .